# 성서산업단지역
성서산업단지((주)LNF)역(Seongseo Industrial Complex station, 城西産業團地驛)은 대한민국 대구광역시 달서구 이곡1동 성서네거리에 있는 대구 도시철도 2호선의 전철역이다. 이 역부터 연호역까지 계속 섬식 승강장이며, 전국에서 섬식 승강장이 가장 많이 연속되는 구간이다.

## 특징
부역명은 (주)엘엔에프이다. 성서네거리 지하로 대구교통공사가 관할하는 대구 도시철도 2호선이 지나며, 문양역과 사월역을 제외하고, 섬식 승강장을 가진 구간의 시작이자 끝이다. 이 지역에 대구광역시의 대표적 산업 단지인 성서산업단지가 있어서 2005년 10월 18일 대구 도시철도 2호선 개통시에는 역명을 ‘성서공단역’으로 명칭하였으나, 2012년 1월 1일부로 성서공단역에서‘성서산업단지역’으로 역명이 변경되었다. 
열차 내 LED 개정 직후는 ‘성서산단’으로 표기되었으나, 동년 7월 9일에 LED가 개정되어서 현재는 앞에 "이번 역"이라는 글자를 빼고 역 이름 그대로 표기된다. 실제로 성서산업단지는 성서산업단지역이 있는 성서네거리 남쪽으로 분포해 있고, 성서산업단지역 주변에는 성서경찰서 및 대구광역시 차량등록사업소 서부분소, 이곡 1동 주민센터 등의 관공서들과 이곡동 아파트 단지들이 많다. 하지만 역에서 아파트 단지가 이격되어 있어서, 위치와 배후 지역에 비해 이용률이 떨어지는 편이다.
역은 이곡1동과 이곡2동에 걸쳐 있으며, 이곡1동의 중심가로 가려면 이곡역이 아닌 성서산업단지역을 이용해야 한다.

## 역명의 유래
역 아랫쪽에 자리잡고 있는 대구광역시 대표 산업단지인 성서산업단지에서 유래되었다.

## 역사
- 2005년 10월 18일 : 대구 도시철도 2호선 개통과 함께 성서공단역(城西工團驛)으로 영업 개시
- 2012년 1월 1일 : 성서공단역에서 성서산업단지역으로 역명 개칭[1]
- 2017년 4월 9일 : 스크린도어 설치

## 역 구조
1면 2선의 파란색 기둥의 섬식 승강장이 있는 지하 역이다. 스크린도어가 설치되어 있다.

### 승강장
| 계명대 ↑ |
| 하 상 \| |
| ↓ 이곡   |

| 상행 | ● 대구 도시철도 2호선 | 대실·계명대·문양 방면   |
| 하행 | ● 대구 도시철도 2호선 | 반월당·범어·영남대 방면 |

- 승강장에서 반대 방향 열차로 갈아탈 수 있다.

## 역 주변
| 나가는 곳 | 방면 |
| --------- | --- |
| 1         | 이곡동 성서청남타운 |
| 2         | IM뱅크 성서지점 |
| 3         | 성서119안전센터 한국산업인력공단 한국폴리텍섬유패션대학 성서산업단지 |
| 4         | 갈산동 성서산업단지 |
| 5         | 농협 성서농협 본점 새마을금고 이곡새마을금고 이곡지점 |
| 6         | 이곡1동행정복지센터 대구성서경찰서 성서지구대 성서 주공 4단지(성서타운) 성서와룡타운 이마트 성서점 한미병원                                                                                              |
| 7         | 성서우체국 대구광역시 차량등록사업소 서부민원분소 한국국토정보공사 대구·경상북도 본부 국민은행 이곡동지점 우리은행 성서지점 SK증권(주) 성서지점                                                          |
| 8         | 대구지방 식품의약품 안전청 국민연금 대구회관 성서 우방타운 기업은행 성서지점 국민은행 성서지점 신한은행 성서지점 하나은행 성서지점 외환은행 성서지점 세인트 웨스튼 호텔 우리투자증권 성서지점 대구보훈회 |

## 승차량 변동
| 노선  | 승차 인원 | 승차 인원 | 승차 인원 | 승차 인원 | 승차 인원 | 승차 인원 | 승차 인원 | 승차 인원 | 승차 인원 | 승차 인원 | 승차 인원 | 승차 인원 | 승차 인원 | 주석 |
| 노선  | 2005년    | 2006년    | 2007년    | 2008년    | 2009년    | 2010년    | 2011년    | 2012년    | 2013년    | 2014년    | 2015년    | 2016년    | 2017년    | 주석 |
| ----- | --------- | --------- | --------- | --------- | --------- | --------- | --------- | --------- | --------- | --------- | --------- | --------- | --------- | ---- |
| 2호선 | 4,497     | 5,660     | 5,683     | 5,722     | 5,651     | 5,867     | 6,023     | 5,926     | 6,059     | 5,939     | 6,040     | 6,136     |           |      |

## 인접한 역
| 대구 도시철도 2호선  | 대구 도시철도 2호선   | 대구 도시철도 2호선  |
| -------------------- | --------------------- | -------------------- |
| 220 계명대 문양 방면 | ● 대구 도시철도 2호선 | 222 이곡 영남대 방면 |